# 4 nois i allò
4 nois i "allò" (originalment en anglès, Four Kids and It) és una pel·lícula de fantasia britànica de 2020 dirigida per Andy De Emmony i escrita per Simon Lewis i Mark Oswin, basada en la novel·la de 2012 Four Children and It de Jacqueline Wilson, que al seu torn estava basada en la novel·la de 1902 Five Children and It d'Edith Nesbit. El rodatge principal va començar el juliol de 2018 a Irlanda. Va guanyar 588.001 dòlars a la taquilla mundial. Es va doblar al català el 2021.
La pel·lícula és protagonitzada per Paula Patton, Russell Brand, Michael Caine i Matthew Goode.

## Repartiment
- Billy Jenkins com a Robbie
- Ashley Aufderheide com a Samantha/ "Smash"
- Teddie-Rose Malleson-Allen com a Ros
- Ellie-Mae Siame com a Maudie
- Paula Patton com a Alice
- Russell Brand com a Tristan Trent III
- Michael Caine com la veu de Psammead
- Matthew Goode com a David
- Cheryl com a Coco Rayne
- William Franklyn-Miller com a Carl
- Paul Bazely com el sergent Gascoigne
- Finbarr Doyle com a guàrdia de seguretat